# Anton von Wehner

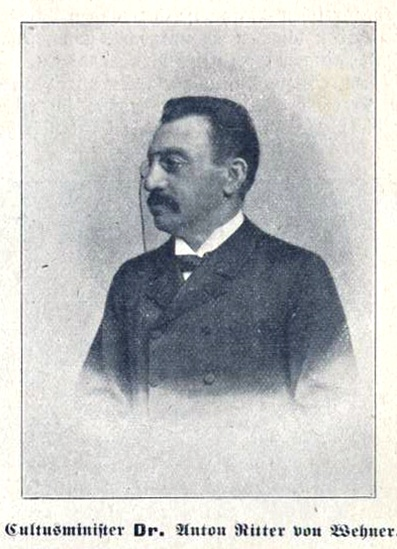
Anton von Wehner

Anton Ritter von Wehner (* 16. November 1850 in Schillingsfürst; † 10. März 1915 in München) war ein bayerischer Verwaltungsbeamter und Politiker. Von März 1903 bis Februar 1912 diente er im Kabinett von Clemens von Podewils-Dürniz als Bayerischer Staatsminister des Innern für Kirchen- und Schulangelegenheiten.

## Leben
Wehner besuchte das Gymnasium in Münnerstadt. Nach seinem Abitur 1870 nahm er an der Ludwig-Maximilians-Universität München ein Studium der Rechts- und Staatswissenschaft auf und wurde Stipendiat der Stiftung Maximilianeum. 1871 wurde er Mitglied des Corps Isaria. Bereits während seines Studiums arbeitete er beim Magistrat der Stadt München, beim Stadtgericht und beim Bezirksamt. Mit abgelegter Staatsprüfung trat er 1877 als Akzessist in den Dienst der Regierung von Oberbayern. Im Jahr darauf wechselte er in das Kultusministerium, wo er zunächst bis in den Rang eines Staatsrats aufstieg.
Nach der Entlassung von Ministerpräsident Friedrich Krafft von Crailsheim wurde Wehner am 1. März 1903 vom Prinzregenten Luitpold im Kabinett von Clemens von Podewils-Dürniz zum Kultusminister ernannt. Unter seiner Ägide entstanden 1905 die Landesschulkommission als oberstes Kollegium für Volksschulfragen und 1909 die Ministerialabteilung für das Höhere Schulwesen. Am 14. Juni 1907 wurde die dem Gymnasium gleichgestellte Oberrealschule ins Leben gerufen und am 8. April 1911 die Schulordnung für die Höheren Mädchenschulen in Bayern erlassen. Der Pädagogik als isolierte Wissenschaft hatte er 1908 jedoch noch die Hervorbringung schöpferischer, wissenschaftlicher Arbeit abgesprochen. Mit Verordnung vom 20. November 1910 wurden die Lyzeen in Philosophisch-theologische Hochschulen transformiert. Ebenso ließ Wehner die Kirchengemeindeordnung zur Neuregelung der Verwaltung des Kirchenvermögens erarbeiten.

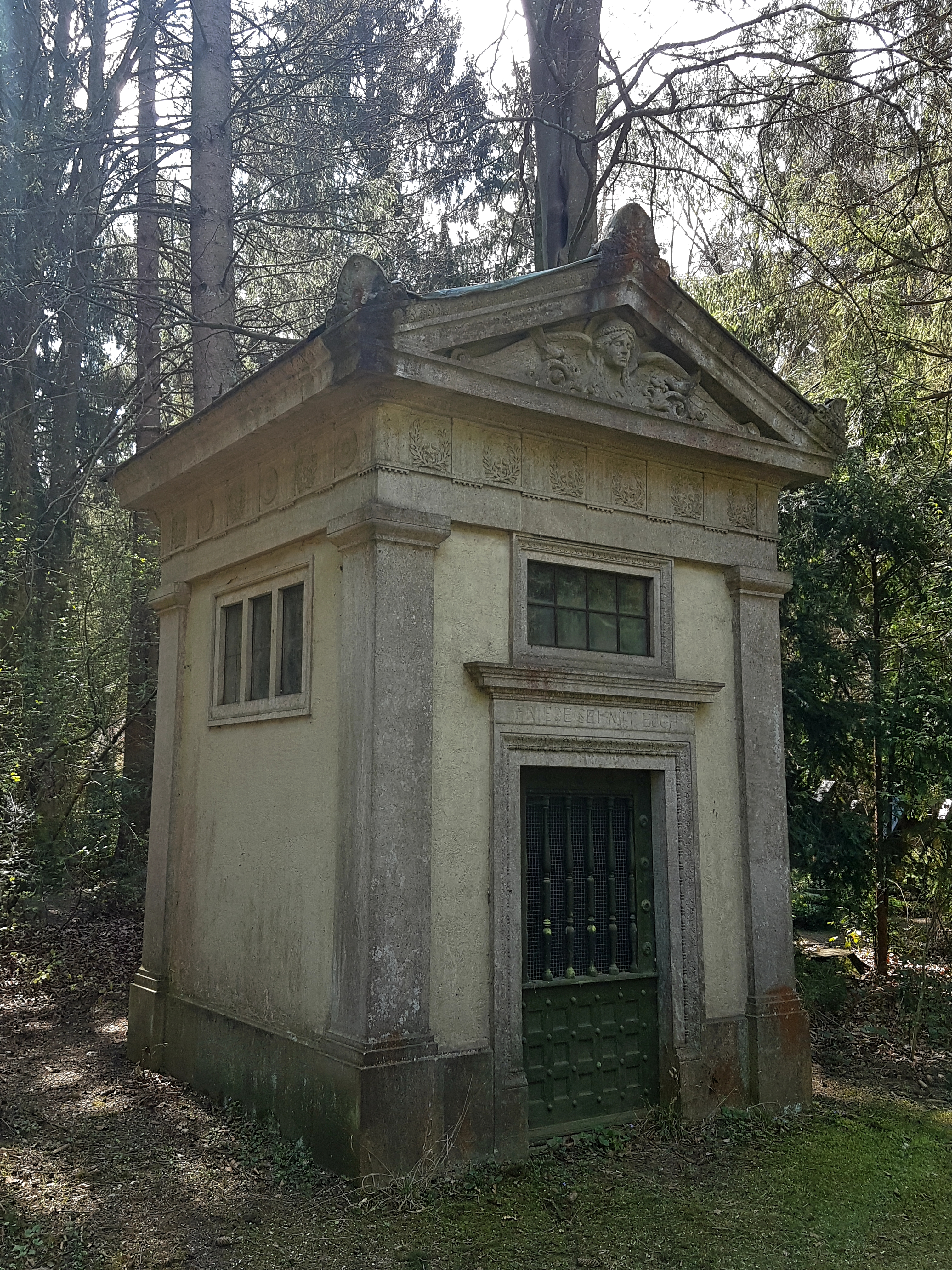
Die Grabkapelle Wehners auf dem Münchener Waldfriedhof

Als aus den Landtagswahlen vom 5. Februar 1912 das Zentrum als stärkste Partei hervorging, trat das gesamte Kabinett Podewils geschlossen zurück. Wehner ging in den Ruhestand und verstarb drei Jahre später im Alter von 64 Jahren.
Die Wehnerstraße im Münchner Stadtteil Pasing ist nach ihm benannt.

## Trivia
Im Originaltext der Satire Der Münchner im Himmel von Ludwig Thoma ist Anton von Wehner als damaliger Bayerischer Kultusminister Adressat des „Göttlichen Ratschlußes“; auf welchen er jedoch vergeblich warten wird. In modernen Bearbeitungen wird er allgemein durch die Bayerische Staatsregierung ersetzt.